# Arcoscalpellum liberum
Arcoscalpellum liberum är en kräftdjursart som först beskrevs av Nilsson-cantell 1930.  Arcoscalpellum liberum ingår i släktet Arcoscalpellum och familjen Scalpellidae. Inga underarter finns listade i Catalogue of Life.